# Petrivka (Liubașivka), Bârzula
Petrivka (în ucraineană Петрівка) este un sat în comuna Liubașivka din raionul Bârzula, regiunea Odesa, Ucraina.

## Demografie
Componența lingvistică a localității Petrivka
     Ucraineană (95,96%)
     Română (4,04%)
Conform recensământului din 2001, majoritatea populației localității Petrivka era vorbitoare de ucraineană (95,96%), existând în minoritate și vorbitori de română (4,04%).